# 김성중 (축구 선수)
김성중(1994년 ~)은 대한민국의 전 축구 선수다.

## 방송
- 히딩크의 축구의 신 (2018) - 최종 선발